# Kühgundspitze
Kühgundspitze – szczyt w Alpach Algawskich, części Alp Bawarskich. Leży na granicy Niemiec (Bawaria) i Austrii (Tyrol). Góruje nad Oberjoch koło Bad Hindelang.